# Schinopsis lorentzii
El quebracho colorado santiagueño (Schinopsis lorentzii,  o S. quebracho-colorado) es una especie arbórea nativa de Sudamérica, muy apreciado por su madera, utilizada en ebanistería, y por su alto contenido en taninos. 

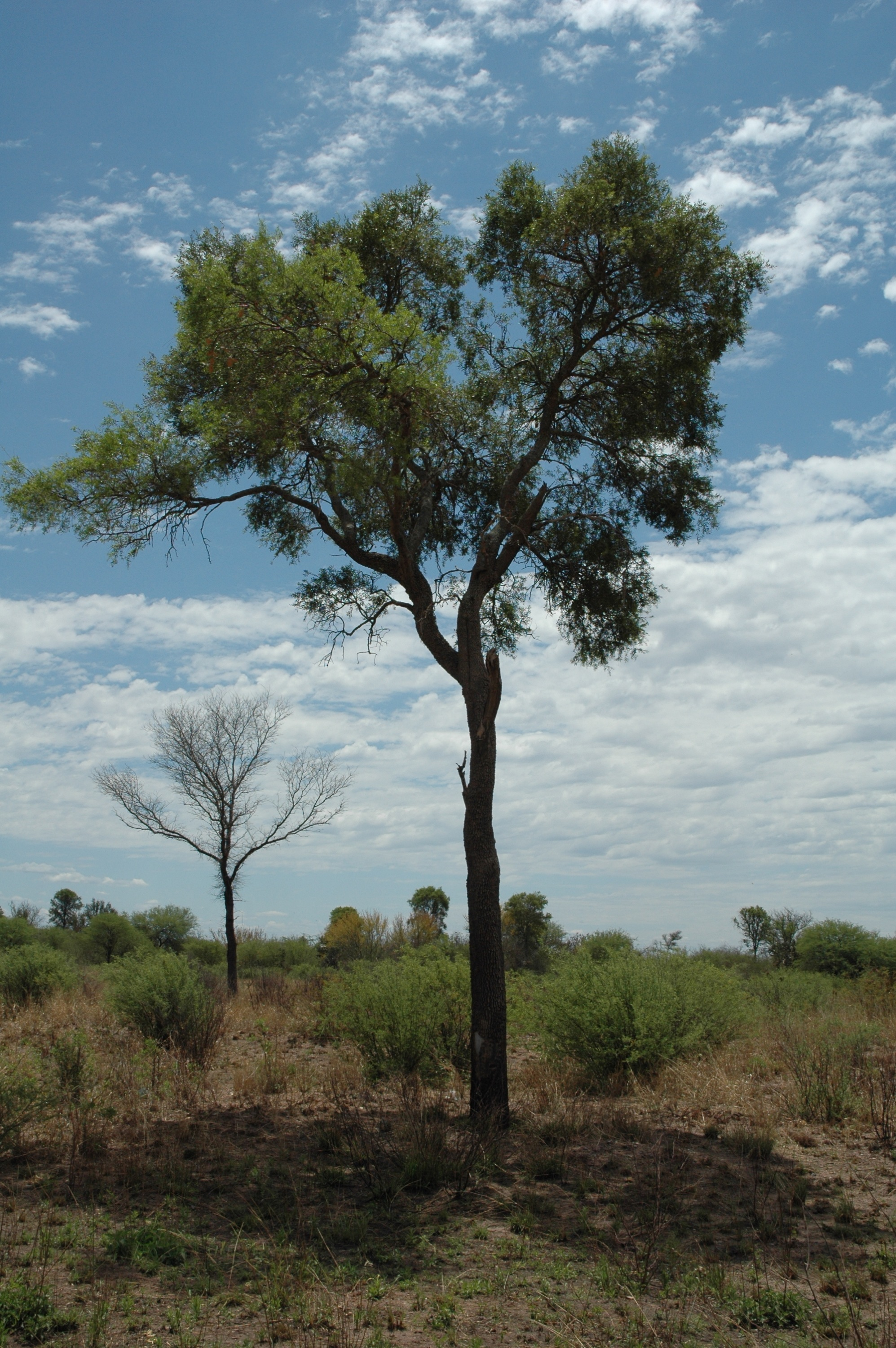
Vista del árbol (se trata de un ejemplar joven y por eso de poca altura y poca corpulencia).

## Distribución
Crece en la zona occidental de la región chaqueña, y se extiende más al sur y al oeste que se congénere S. balansae, aunque debido a la muy intensa explotación del pasado siglo XX,  y a la muy reducida tasa de crecimiento la población se ha reducido de manera alarmante.

## Usos
Su madera es fina y uniforme, de color rojizo oscureciéndose hacia el exterior y de grano irregular. Es muy dura, de allí el nombre "quebracho" ya que deriva de la frase en castellano antiguo «quebra hacho», y virtualmente imputrescible. Debido a la dificultad de su trabajo y a la actual dificultad para obtenerla se emplea solo ocasionalmente en construcción; su alto rendimiento en taninos, hasta un 25%, la destina por lo general a la industria de la curtiembre.

## Taxonomía
Schinopsis lorentzii fue descrita por (Griseb.) Engl.  y publicado en Botanische Jahrbücher für Systematik, Pflanzengeschichte und Pflanzengeographie 1: 46. 1881.
Sinonimia
- Loxopterygium lorentzii Griseb.
- Quebrachia lorentzii (Griseb.) Griseb.[2]